# Barrio de Olivares
El barrio de Olivares (denominado también como arrabal de Olivares y en ocasiones como barrio de San Claudio de Olivares) es un barrio zamorano ubicado en el margen derecho del río Duero. En el periodo medieval de la ciudad se accedía al arrabal mediante la puerta de Olivares (denominada puerta Óptima). A una cota inferior, a orillas del río se encuentran el conjunto de aceñas musealizadas. El barrio se estructura en torno a la parroquia de San Claudio de Olivares. La actividad principal del barrio era artesanal, centrándose principalmente en la alfarería.

## Historia
El nombre de la ciudad puede provenir etimológicamente de "Azemur" (olivar silvestre) y puede estar ligado a la denominación del barrio extra-muros. El barrio comenzó a conformarse en el siglo XII como espacio de artesanos y tenerías, lugar donde se hizo famosa la alfarería de Olivares en producción hasta finales del siglo XIX. El barrio se ha visto afectado por diversas riadas, una de las más catastróficas fue la del año 1586.